# Nati nel 1952/Aprile
| Questa pagina contiene informazioni ricavate automaticamente dalle voci biografiche con l'ausilio del template Bio e di un bot. L'aggiornamento è periodico e automatico e ricostruisce completamente la pagina. Se manca una persona in questa lista, sei pregato di non aggiungerla, ma accertati piuttosto che la sua voce biografica contenga il template Bio e che i dati anagrafici siano correttamente compilati. Se il template Bio manca, inseriscilo tu stesso o, in alternativa, metti l'avviso {{tmp\|Bio}} che ne segnala la mancanza. Se i dati riportati sono sbagliati, correggi direttamente la voce biografica; le modifiche saranno visibili in questa lista entro pochi giorni. Per chiarimenti vedi il progetto biografie. La lista contiene solo le 226 persone che sono citate nell'enciclopedia e per le quali è stato implementato correttamente il template Bio. Pagina aggiornata al 26 lug 2025. |

- 1º aprile - Angelika Bahmann, ex canoista tedesca
- 1º aprile - Vincent Bolloré, imprenditore e produttore televisivo francese
- 1º aprile - Mauro Di Cicco, allenatore di calcio e ex calciatore italiano
- 1º aprile - Abd el-Basset Ali al-Megrahi, agente segreto libico († 2012)
- 1º aprile - Annette O'Toole, attrice e ballerina statunitense
- 1º aprile - Venkatraman Ramakrishnan, chimico e biologo indiano
- 1º aprile - Rey Robinson, ex velocista statunitense
- 1º aprile - Jeffrey Neil Steenson, presbitero e vescovo anglicano statunitense
- 1º aprile - Bernard Stiegler, filosofo francese († 2020)
- 1º aprile - László Tőkés, pastore protestante e politico romeno
- 1º aprile - Katia Zanotti, politica italiana
- 2 aprile - Roberta De Monticelli, filosofa italiana
- 2 aprile - Will Hoy, pilota automobilistico britannico († 2002)
- 2 aprile - Christine Van Den Wyngaert, magistrata belga
- 2 aprile - Leon Wilkeson, bassista statunitense († 2001)
- 3 aprile - Vjačeslav Lemešev, pugile sovietico († 1996)
- 3 aprile - Ziba Mir-Hosseini, antropologa e regista iraniana
- 3 aprile - Paolo Riviera, cantautore italiano
- 3 aprile - Sa'd al-Katatni, politico egiziano
- 3 aprile - Michele Valensise, diplomatico italiano
- 4 aprile - Rosemarie Ackermann, ex altista tedesca
- 4 aprile - Pat Burns, allenatore di hockey su ghiaccio canadese († 2010)
- 4 aprile - Angelo Maria Cicolani, politico e ingegnere italiano († 2012)
- 4 aprile - Günther Lemmerer, ex slittinista austriaco
- 4 aprile - Cherie Lunghi, attrice britannica
- 4 aprile - Gary Moore, chitarrista, cantautore e compositore britannico († 2011)
- 4 aprile - Hun Sen, politico e militare cambogiano
- 4 aprile - Villy Søvndal, politico danese
- 4 aprile - Teofilo III di Gerusalemme, monaco cristiano e arcivescovo ortodosso greco
- 5 aprile - Tony Bianchi, scrittore britannico († 2017)
- 5 aprile - Bengt Gingsjö, nuotatore svedese († 2022)
- 5 aprile - Sandy Mayer, ex tennista statunitense
- 5 aprile - Dennis Mortimer, ex calciatore inglese
- 5 aprile - Mitch Pileggi, attore statunitense
- 5 aprile - Luca Scacchetti, architetto, designer e teorico dell'architettura italiano († 2015)
- 5 aprile - Didier Vanoverschelde, ex ciclista su strada e pistard francese
- 6 aprile - Walli, fumettista belga († 2021)
- 6 aprile - Udo Dirkschneider, cantante tedesco
- 6 aprile - Bernardo Draghi, traduttore italiano
- 6 aprile - Marilu Henner, attrice statunitense
- 6 aprile - Mick Hoban, ex calciatore inglese
- 6 aprile - Christopher Jones, scacchista e compositore di scacchi britannico
- 6 aprile - Michel Larocque, hockeista su ghiaccio e dirigente sportivo canadese († 1992)
- 6 aprile - Carmen Motta, politica italiana
- 6 aprile - John Shumate, cestista e allenatore di pallacanestro statunitense († 2025)
- 7 aprile - Rubén Galván, calciatore argentino († 2018)
- 7 aprile - Paolo Jedlowski, sociologo italiano
- 7 aprile - Li Ang, scrittrice taiwanese
- 7 aprile - Clarke Peters, attore, cantante e scrittore statunitense
- 7 aprile - Harold Weston, ex pugile statunitense
- 8 aprile - Eusebio Acasuzo, ex calciatore peruviano
- 8 aprile - Kees Akerboom, ex cestista olandese
- 8 aprile - Brian Budd, commentatore televisivo e calciatore canadese († 2008)
- 8 aprile - Gregg Hansford, pilota motociclistico australiano († 1995)
- 8 aprile - Karen Magnussen, ex pattinatrice artistica su ghiaccio canadese
- 8 aprile - Kaori Momoi, attrice, regista e cantante giapponese
- 8 aprile - Philippe Normand, attore e cantante francese († 2013)
- 8 aprile - Christopher Page, musicologo britannico
- 8 aprile - Kim Warwick, ex tennista australiano
- 9 aprile - Robert Clark, scrittore statunitense
- 9 aprile - Christine Korsgaard, filosofa statunitense
- 9 aprile - Peter Kwong, attore statunitense († 2025)
- 9 aprile - Pierre Rehov, regista, scrittore e giornalista francese
- 9 aprile - Michel Sapin, politico francese
- 9 aprile - Ted Tally, sceneggiatore e drammaturgo statunitense
- 9 aprile - Robert Zubrin, matematico e ingegnere statunitense
- 10 aprile - Hugo Broos, allenatore di calcio, dirigente sportivo e ex calciatore belga
- 10 aprile - Bertu Carter, ex calciatore maltese
- 10 aprile - Angelo Cera, politico italiano
- 10 aprile - Per Henriksen, calciatore norvegese († 2024)
- 10 aprile - Grigorij Javlinskij, economista e politico russo
- 10 aprile - Super Muñeco, wrestler messicano († 2022)
- 10 aprile - Keith Newton, presbitero e vescovo anglicano britannico
- 10 aprile - Teresa Olivera, ex cestista cubana
- 10 aprile - Zoran Petrović, arbitro di calcio jugoslavo († 2024)
- 10 aprile - Steven Seagal, attore, artista marziale e produttore cinematografico statunitense
- 10 aprile - Richard Wagner, scrittore, giornalista e filologo rumeno († 2023)
- 11 aprile - Jiří Králík, ex hockeista su ghiaccio ceco
- 11 aprile - Anna Melita, attrice italiana
- 11 aprile - Mario Moroni, dirigente sportivo italiano
- 11 aprile - Terry Ollis, batterista inglese
- 11 aprile - Fulvio Tocco, politico italiano
- 12 aprile - Jean Bricmont, fisico e filosofo belga
- 12 aprile - Sergio Bustric, attore italiano
- 12 aprile - Reuben Gant, ex giocatore di football americano statunitense
- 12 aprile - John Lathan, calciatore inglese
- 12 aprile - Gil Mărdărescu, ex calciatore rumeno
- 12 aprile - Anthony Sidney, chitarrista e compositore statunitense
- 12 aprile - John Sinclair, tastierista britannico
- 12 aprile - Gary Soto, scrittore e poeta statunitense
- 12 aprile - Hans Stöckli, politico svizzero
- 13 aprile - Erick Avari, attore indiano
- 13 aprile - Sam Bush, musicista statunitense
- 13 aprile - Jim Costa, politico statunitense
- 13 aprile - Tom Milani, hockeista su ghiaccio canadese († 2021)
- 13 aprile - Rosa Passos, cantante e musicista brasiliana
- 13 aprile - Mario Pesquera, allenatore di pallacanestro spagnolo
- 13 aprile - Helga Thaler Ausserhofer, politica italiana
- 13 aprile - Tony Towers, ex calciatore britannico
- 13 aprile - Marvin Webster, cestista statunitense († 2009)
- 14 aprile - Kenny Aaronson, bassista statunitense
- 14 aprile - Ali Mustafayev, pubblicista azero († 1991)
- 14 aprile - Udo Voigt, politico tedesco († 2025)
- 14 aprile - Richard Wawro, pittore britannico († 2006)
- 15 aprile - Gur Ben-David, ex cestista israeliano
- 15 aprile - Emy Cesaroni, cantante e attrice italiana
- 15 aprile - Sam McMurray, attore statunitense
- 15 aprile - Brian Muir, scultore britannico
- 15 aprile - Avital Ronell, scrittrice, critica letteraria e filosofa statunitense
- 15 aprile - Glenn Shadix, attore statunitense († 2010)
- 15 aprile - Peter Wenzel, ex sollevatore tedesco orientale
- 15 aprile - Hubert Wurth, diplomatico lussemburghese
- 15 aprile - Nejc Zaplotnik, alpinista, sciatore e scrittore sloveno († 1983)
- 16 aprile - Yochanan Afek, scacchista e compositore di scacchi israeliano
- 16 aprile - Francesco Ascani, pilota automobilistico italiano
- 16 aprile - Bill Belichick, allenatore di football americano statunitense
- 16 aprile - Michel Blanc, attore e regista francese († 2024)
- 16 aprile - Yve-Alain Bois, storico dell'arte e critico d'arte algerino
- 16 aprile - Jim Bokern, ex calciatore statunitense
- 16 aprile - Vincenzo Fontana, politico italiano
- 16 aprile - Fred Gallagher, copilota di rally britannico
- 16 aprile - Chaz Jankel, musicista, compositore e produttore discografico britannico
- 16 aprile - Tiziano Mutti, ex calciatore e allenatore di calcio italiano
- 16 aprile - Yoshikazu Nagai, allenatore di calcio e ex calciatore giapponese
- 16 aprile - Béatrice Romand, attrice francese
- 16 aprile - Rico Saccani, direttore d'orchestra e pianista italiano
- 16 aprile - Billy West, doppiatore statunitense
- 16 aprile - Peter Westbrook, schermidore statunitense († 2024)
- 17 aprile - Joe Alaskey, attore e doppiatore statunitense († 2016)
- 17 aprile - Fabio Borzoni, ex calciatore italiano
- 17 aprile - Tom Bruce, nuotatore statunitense († 2020)
- 17 aprile - Valeria D'Obici, attrice italiana
- 17 aprile - Éric Deblicker, ex tennista e allenatore di tennis francese
- 17 aprile - Rubén Toribio Díaz, ex calciatore peruviano
- 17 aprile - John McColl, generale britannico
- 17 aprile - Željko Ražnatović, militare, agente segreto e criminale serbo († 2000)
- 17 aprile - Mattia Sbragia, attore italiano
- 17 aprile - Ed Searcy, ex cestista statunitense
- 18 aprile - António José da Rocha Couto, vescovo cattolico portoghese
- 18 aprile - Ante Đogić, ex cestista jugoslavo
- 19 aprile - Alexis Argüello, pugile e politico nicaraguense († 2009)
- 19 aprile - Claudio Cecchetto, produttore discografico, disc jockey e conduttore radiofonico italiano
- 19 aprile - Simon Cowell, ambientalista e conduttore televisivo britannico († 2024)
- 19 aprile - Dennis Dun, attore statunitense
- 19 aprile - Nick Nicholson, attore statunitense († 2010)
- 19 aprile - Tony Plana, attore cubano
- 19 aprile - Christopher Henry Toohey, vescovo cattolico australiano
- 20 aprile - Dan Benishek, politico statunitense († 2021)
- 20 aprile - Dave Currier, dirigente d'azienda e ex sciatore alpino statunitense
- 20 aprile - Guy Evéquoz, ex schermidore svizzero
- 20 aprile - Djilali Khellas, scrittore algerino
- 20 aprile - David Leaf, scrittore, regista e produttore cinematografico statunitense
- 20 aprile - Božidar Maljković, allenatore di pallacanestro serbo
- 21 aprile - Soslan Andiev, lottatore sovietico († 2018)
- 21 aprile - Gaetano Baronchelli, ex ciclista su strada italiano
- 21 aprile - Vincenzo Castella, fotografo, chitarrista e regista italiano
- 21 aprile - Enrico Gerbò, allenatore di pallanuoto italiano
- 21 aprile - Cheryl Gillan, politica britannica († 2021)
- 21 aprile - Glenn Hansen, ex cestista statunitense
- 21 aprile - Milan Velimirović, compositore di scacchi serbo († 2013)
- 22 aprile - Magdi Allam, giornalista, saggista e politico egiziano
- 22 aprile - François Berléand, attore francese
- 22 aprile - Marilyn Chambers, attrice pornografica e attrice cinematografica statunitense († 2009)
- 22 aprile - Fabio Cianchetti, direttore della fotografia italiano
- 22 aprile - Alex Damiani, cantante e attore italiano
- 22 aprile - François-René Duchâble, pianista francese
- 22 aprile - Erasmo Iacovone, calciatore italiano († 1978)
- 22 aprile - Jeremy Jackman, direttore di coro, compositore e arrangiatore britannico
- 22 aprile - Phil Jones, climatologo britannico
- 22 aprile - Pierre Lory, giornalista e diplomatico francese
- 22 aprile - Axel Neumann, ex calciatore tedesco
- 22 aprile - Kamla Persad-Bissessar, politica trinidadiana
- 22 aprile - Tatsuji Sakonjū, ex calciatore giapponese
- 22 aprile - Phil Smith, cestista statunitense († 2002)
- 22 aprile - Rinaldo Veri, ammiraglio italiano
- 22 aprile - Don Washington, ex cestista statunitense
- 23 aprile - Jean-Dominique Bauby, giornalista francese († 1997)
- 23 aprile - Brian Gant, ex calciatore canadese
- 23 aprile - Ruud Kleinpaste, entomologo e personaggio televisivo olandese
- 23 aprile - Oreste Lamagni, allenatore di calcio e ex calciatore italiano
- 23 aprile - Terry Moor, ex tennista statunitense
- 23 aprile - Jamie Russell, ex cestista canadese
- 23 aprile - Giampaolo Saccarola, attore e doppiatore italiano († 1991)
- 23 aprile - Narada Michael Walden, cantante, compositore e produttore discografico statunitense
- 24 aprile - Bruno Ancillotti, ex rugbista a 15 e allenatore di rugby a 15 italiano
- 24 aprile - Jean-Paul Gaultier, stilista francese
- 24 aprile - Fosco Giannini, politico e giornalista italiano
- 24 aprile - Mario Marazziti, dirigente d'azienda, giornalista e politico italiano
- 24 aprile - David Shapiro, contrabbassista statunitense († 2011)
- 25 aprile - Quinto Antonelli, storico e scrittore italiano
- 25 aprile - Ketil Bjørnstad, compositore e pianista norvegese
- 25 aprile - Solange, personaggio televisivo italiano († 2021)
- 25 aprile - Stanisław Budzik, arcivescovo cattolico polacco
- 25 aprile - Milena Duchková, ex tuffatrice cecoslovacca
- 25 aprile - Padgett Powell, scrittore statunitense
- 25 aprile - Jacques Santini, ex calciatore e allenatore di calcio francese
- 25 aprile - Vladislav Tret'jak, allenatore di hockey su ghiaccio e ex hockeista su ghiaccio sovietico
- 25 aprile - Haydar al-'Abadi, politico iracheno
- 25 aprile - Francisco de la Torre, ex schermidore cubano
- 26 aprile - Klaus Decker, ex calciatore tedesco orientale
- 26 aprile - Dino Drusiani, cantante italiano
- 26 aprile - Ewa Podleś, contralto polacco († 2024)
- 26 aprile - Adriana Valerio, storica e teologa italiana
- 27 aprile - Andrea Bonatta, pianista e direttore d'orchestra italiano
- 27 aprile - George Gervin, ex cestista e allenatore di pallacanestro statunitense
- 27 aprile - Hussain Nassim, ex pallanuotista e allenatore di pallanuoto iraniano
- 27 aprile - Sergio Rossi, ex politico italiano
- 27 aprile - Ari Vatanen, ex pilota di rally e politico finlandese
- 28 aprile - Ali Abd Allah Ayyub, generale e politico siriano
- 28 aprile - Walter Ciappi, allenatore di calcio e ex calciatore argentino
- 28 aprile - Chuck Leavell, tastierista statunitense
- 28 aprile - Mary McDonnell, attrice statunitense
- 28 aprile - Armando Selva, politico e manager italiano
- 28 aprile - Kazuhide Tomonaga, regista, disegnatore e animatore giapponese
- 28 aprile - Hank Williams, ex cestista statunitense
- 29 aprile - Nora Dunn, attrice statunitense
- 29 aprile - Barbara Hendricks, politica tedesca
- 29 aprile - David Icke, scrittore e giornalista britannico
- 29 aprile - Anatolij Alekseevič Nogovicyn, generale russo († 2019)
- 30 aprile - Wendy Appleby, ex tennista statunitense
- 30 aprile - Jacques Audiard, sceneggiatore e regista francese
- 30 aprile - Jack Middelburg, pilota motociclistico olandese († 1984)
- 30 aprile - Mike Moser, cestista canadese († 1975)
- 30 aprile - Eddie Mustafa Muhammad, ex pugile, allenatore di pugilato e attore statunitense
- 30 aprile - Mariano Pesoa, ex calciatore paraguaiano
- 30 aprile - Luigi Testore, vescovo cattolico italiano